# Bursitis infecciosa aviària
La bursitis infecciosa aviària, també coneguda com a malaltia de Gumboro, malaltia infecciosa bossal, síndrome nefrític hemorràgic o nefrosi aviar, és una malaltia vírica molt infecciosa que afecta pollastres d'edat primerenca. Per la mortalitat elevada sense vaccinació o mesures preventius, té un una gran impacte en l'avicultura a escala mundial. És una malaltia que afecta principalment pollastres joves, però es pot presentar ocasionalment en ànecs, galls dindi, numínids, faisans i algunes aus silvestres, no és una zoonosi.
Es va constatar per primera vegada el 1961 a una granja del municipi Gumboro a l'estat de Delaware als Estats Units.

## Etiologia
L'agent causal de la malaltia és el virus de la bursitis infecciosa (VBI) de la família dels birniviridae. El principal òrgan diana del virus VBI és la bossa de Fabrici, on destrueix massivament els precursors de limfòcits B resultant en una reducció de la immunitat humoral i, per tant, immunosupressió. Això fa que els animals infectats siguin més vulnerables a infeccions secundàries com coccidiosis i bronquitis infecciosa, que resulta en pèrdues econòmiques importants en la indústria avícola.
Actualment es coneixen dos serotips classificats com 1 i 2. Només el serotip 1 s'associa a la malaltia clínica. Les soques que pertanyen a aquest serotip són les més virulentes. La gravetat dels símptomes clínics depèn de la virulència de la soca, l'edat de les aus en el moment de la infecció, el seu estat immunitari i la raça. La forma de presentació clínica aguda es caracteritza per un inici sobtat dels signes clínics, un període d'incubació curt i en conseqüència una mortalitat elevada, afecta animals joves de 3 a 6 setmanes. Existeixen soques menys virulentes que poden presentar formes subclíniques de la malaltia amb quadres silenciosos que es caracteritzen per l'absència de símptomes i els seus efectes s'aprecien en un descens del rendiment i la productivitat, solen presentar-se abans de les tres setmanes d'edat.

## Transmissió
Es transmet per via oral, conjuntival i respiratòria, per excreció de matèria fecal, per vectors i fòmits. El cuc de la farina i una espècie de mosquit poden actuar com a reservoris. Actualment, no s'ha pogut demostrar que hi ha una via vertical de transmissió (transmissió de la gallina als ous) ni portadors.

## Patogènesi
El període d'incubació del virus varia entre dos i sis dies. El procés es troba caracteritzat principalment per l'actuació sobre la bossa de Fabrici, en la qual ocasiona una intensa necrosi, que impedeix el funcionament normal i, per tant, la formació de limfòcits B.
Les aus d'entre dos i vuit setmanes en una bossa de Fabrici altament activa son més susceptibles a la malaltia. Les aus de més de vuit setmanes, en canvi, són més resistents al virus i solament mostraran signes clínics quan es tracta d'una soca altament virulenta. Una vegada el virus s'ha introduït en el cos, destrueix els fol·licles limfoides secundaris associats, per exemple, als intestins, als bronquis, a les amígdales cecals, la glàndula de Harder, etc. La malaltia aguda i la mort és deguda al fet que produeix necrosis en l'òrgan infectat. Si l'ocell supera aquesta fase, tindrà una immundeficiència que el fa més susceptible a altres malalties.
El virus, a més, també pot actuar sobre altres elements limfoides com la melsa, la tonsil·la i el tim. Conseqüentment a aquestes accions, les aus poden quedar parcialment o totalment incapacitades, de forma transitòria o permanent, per respondre a estímuls antigènics de vaccins o microorganismes.

## Signes i símptomes[10]
El procés es presenta generalment en aus de tres a sis setmanes d'edat, sent estrany que es presenti després de la sisena setmana i excepcionalment abans de la segona. El procés es presenta de forma aguda afectant simultàniament a un 40-70 per cent de les aus, en uns casos preferentment en pollets i en altres casos, en broilers.
Els principals símptomes són: inquietud, inapetència, que ocasiona una disminució del consum de pinso; plomatge eriçat i hipertèrmia, fent que els animals es disposin més junts; diarrea intensa amb excrements groguencs, espumosos i fluids, molt abundants i consistents, de forma que taquen les plomes de la cua (aquestes plomes anals brutes i les diarrees aquoses provoquen una conducta de pica dirigida cap aquesta zona i especialment l'anus); inflamació de la cloaca i falta de coordinació. En casos més extrems, els animals es troben deprimits i prostració greu, sense reaccionar als estímuls externs.
El període agut de la malaltia evoluciona en uns quatre a sis dies. El procés és molt més greu en aus joves, d'entre tres i sis setmanes d'edat.
La malaltia també pot aparèixer de forma subclínica abans de les 3 setmanes d'edat. Els animals presenten inmunosupressió, són més propensos a patir infeccions oportunistes i presenten un menor rendiment i productivitat, i un desenvolupament més lent.
La bursitis infecciosa clínica presenta de forma molt clara uns signes característics i lesions post mortem. El grup d'ocells infectat mostrarà una morbiditat molt elevada acompanyada d'una greu depressió en la gran majoria de les aus, cosa que té una duració d'uns 5 a 7 dies. La mortalitat s'eleva dramàticament durant 2 dies i a continuació descendeix de forma ràpida durant els següents 2-3 dies. Normalment, moren entre el 5 percent i el 10 per cent de les aus, encara que pot arribar a una mortalitat del 40 per cent en els pitjors casos.

## Efecte immunodepressor de la infecció

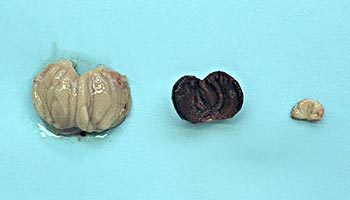
Comparació bossa atròfica i normal

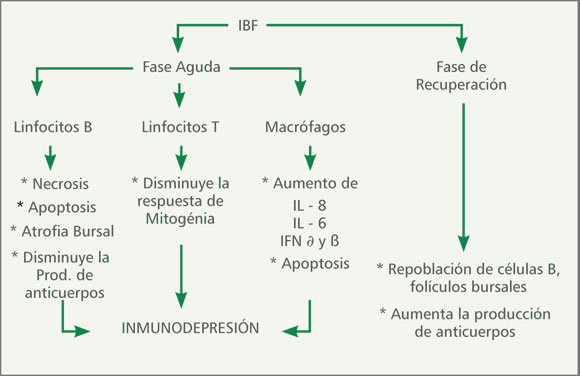
Esquema de l'immunosupressió

En les aus, el conjunt de cèl·lules que participen en la resposta immunitària tenen l'origen en dos òrgans limfoides centrals: el tim i la bossa de Fabrici. Aquestes estructures són essencials en el període embrionari i neonatal de les aus, per tal de desenvolupar les cèl·lules immunocompetents correctament.
La bossa de Fabrici, una estructura en forma de diverticle oval, és anteriorment i superiorment a la cloaca, durant la vida embrionària i neonatal rep cèl·lules hematopoètiques indiferenciades des de la vesícula vitel·lina i el fetge. Aquestes cèl·lules indiferenciades, sota influència del microambient de la bossa es multipliquen i diferencien a limfòcits B, que posteriorment migren i colonitzen els òrgans limfoides perifèrics (melsa, tonsil·les…) i seran responsables de la resposta immune humoral i secretòria. La bossa presenta a l'interior plecs que contenen nombrosos fol·licles limfoides on es troben i ordenen majoritàriament les cèl·lules limfoides en dues zones: medul·lar i cortical.
El VBI destrueix l'estructura normal de la bossa, es produeix un efecte d'inhibició de la producció d'anticossos circulants perquè el virus afecta les cèl·lules immunitàries dels centres limfoides perifèrics. També, es produeix una expansió de limfòcits T-supressors, cosa que deprimeix la resposta immunitària de les aus infectades.

## Lesions
Anatòmicament podrem observar post mortem que la musculatura, especialment la cara interna de les cuixes, es troba retreta i deshidratada (exsicosi), amb hemorràgies superficials.
Els ronyons són tumefactes, ocasionalment amb dipòsits d'urats, i amb una tonalitat grisa-vermellosa-clara. Aquesta lesió és freqüent als broilers, però estranya als pollets.
La bossa de Fabrici atrofiar-se o adquirir una tonalitat grisa-vermellosa, amb una mida de 4 a 5 centímetres, coberta d'un moc vitri i contenint coàguls i fibrina en els plecs, a més d'un exsudat caseós (d'aspecte paregut al formatge)-hemorràgic. Hi pot haver també una necrosi dels limfòcits, infiltració de heteròfils (cosa que provocaria que els anticossos tingueren més afinitat per altres antígens que pel del virus de la bursitis infecciosa), vesícules quístiques, i inclús fibrosis de l'òrgan.
Les aus que sobreviuen a la malaltia poden quedar amb lesions parcials o totals (ja sigui momentàniament o permanentment) en la bossa de Fabrici (formadora de limfòcits B) i en el tim, formador de limfòcits T, amb el qual els animals no responen bé a les vacunacions i són, en la pràctica, més receptibles a les malalties infeccioses.

## Diagnòstic
Amb l'observació de símptomes clínics i lesions macroscòpiques no n'hi ha sempre prou per a fer un diagnòstic definitiu. S'han presentat casos d'animals clínicament immunodeprimits i amb atròfia a la bossa de Fabrici que no presentaven lesions agudes. Per això és necessari analitzar mostres al laboratori per tal de confirmar la presència del virus mitjançant proves diagnòstiques microbiològiques que permetran detectar anticossos específics induïts pel virus o la detecció del virus en els teixits.

### Aïllament i identificació del virus[15]
La identificació del virus es realitzarà mitjançant la infecció d'ous embrionats, pel que deuen utilitzar-se ous VBI negatius, ja que el virus no sobreviurà en presència d'anticossos a l'ou, però també es poden utilitzar pollastres sense anticossos específics així com cultius cel·lulars. Aquesta pràctica no es realitza de forma habitual, perquè malgrat tot es poden experimentar certes dificultats en els cultius cel·lulars i els ous embrionats, donat que el virus no s'adapta amb facilitat a aquests.

### Detecció d'antígens virals[16]
Són proves ràpides i eficaços per detectar el virus. Algunes de les més utilitzades són: immunofluorescència i immunodifusió en gel d'agar.
- Immunoflourescència: Detecció del virus mitjançant un antisèrum amb anticossos marcats amb colorants fluorescents que s'uneixen a l'antigen sempre que aquest estigui present al teixit bossal. S'analitzen mostres de teixit processat de la bossa de fabrici.
- Immunodifusió en gel d'argar: S'han d'extreure les bosses de fabrici durant l'etapa aguda de la infecció, s'homogeneïtzen i posteriorment s'enfronta la mostra amb l'antigen d'un antisèrum positiu conegut. Aquest procediment és particularment útil en les fases primerenques de la infecció, abans que es desenvolupi la resposta d'anticossos.

### Prova serològica
Són proves que permeten detectar la presència d'anticossos enfront l'antigen.
- Test de neutralització del virus VN: és l'única prova que permet diferenciar entre els diferents serotips de VBI. Aquesta tècnica es realitza en dos passos, primer s'incuba l'agent amb el sèrum de l'animal a analitzar i posteriorment s'inocula la suspensió en un cultiu cel·lular. Si el sèrum analitzat conté anticossos neutralitzants, aquests s'uneixen a la partícula vírica i impedeixen la infecció de les cèl·lules del cultiu, per tant no s'observaran alteracions.
- Prova d'assaig per immunoabsorció associat a enzims ELISA: és la prova més utilitzada en laboratoris de diagnòstic. Encara que no és específica de serotip, és una prova ràpida i senzilla que no requereix grans quantitats de sèrum. Consisteix en l'ús d'enzims com a marcadors d'anticossos, aquests enzims mantenen la capacitat de catalitzar una reacció, en afegir el seu substrat, que genera un producte final visible.

### Prova d'inoculació en el pollet
La bossa de les aus no infectades, uns dies després de la inoculació del material infectat, sembla fer-se més gran. També, s'han descrit enzimommunoassaigs (ELISA) de captura antigènica basats en plaques recobertes amb anticossos específics del VBI per demostrar la presència d'antígens del VBI en els homogeneïtzats procedents de les burses. Per detectat l'ARN genòmic del virus en la bossa de Fabrici es pot utilitzar la reacció de cadena de la polimerasa de transcripció inversa (RT-PCR) amb encebadors específics.

## Tractament i control
No existeix un tractament eficaç contra la malaltia, encara que es pot ajudar les aus amb simptomàtics per controlar els agents secundaris i els efectes de la immunosupressió. A causa de la naturalesa resistent del virus i la seva distribució mundial, la prevenció i el control de la malaltia requereixen un abordatge coordinat en el qual es combinen les mesures de bioseguretat e higiene amb la vacunació. Les aus infectades han de ser degudament eliminades, s'ha de fer un bon programa de neteja i desinfecció i s'ha de maximitzar el període de repòs entre lots d'aus amb un mínim de deu dies entre els lots de pollastres.
A les granges de cria per a carn, les gallines reproductores són immunitzades contra el virus de la bursitis infecciosa, de manera que les cries seran protegides gràcies a la immunització passiva i seran sacrificades abans que aquesta desaparega.
Es vaccina amb dos objectius. La vaccinació dels reproductors impedeix la transmissió d'immunitat passiva a la progènie a través de la vesícula vitel·lina, i la vaccinació dels pollastres d'engreix els fa desenvolupar immunitat activa contra el VBI.
Es disposa de moltes formes diferents per a l'administració de la vacuna: vacuna in ovo, per esprai, injectades, o en l'aigua, tant de vaccins vius atenuats com de vaccins inactivats (morts). També s'ha autoritzat l'ús d'un vaccí recombinant que expressa l'antigen VP2 del VBI.

### Vaccins vius
En els vaccins vius s'utilitzen soques atenuades del VBI. Aquests vaccins s'administren mitjançant una injecció intramuscular, l'aigua dels abeuradors o bé per via aèria, normalment al cap de vuit setmanes de vida. Els vaccins vius es preparen a partir del virus totalment o parcialment atenuat i són conegudes com a «suau», «intermedia», o «més que intermedia» (també anomenades «calentes»), respectivament.
Els vaccins suaus causen un dany bossal limitat, mentre que les intermèdies i les «més que intermèdies» provoquen una reducció limfocitària en la bossa. Normalment cap mena de vaccí causa immunosupressió si s'utilitza en aus de més de 14 dies de vida procedents de progenitors immunes al VBI.
Els vaccins suaus i  intermedis s'utilitzen en les aus progenitores per produir una resposta primària prèvia a la vaccinació, prop del moment de la posta, amb un vaccí inactivat. Són susceptibles a l'efecte dels anticossos materns, per tant, s'haurien d'administrar únicament després que s'hagi reduït la quantitat de MDA.
Els vacciins intermedis i les «més que intermedis» o intermedis-plus s'utilitzen per protegir els pollastres d'engreix i les aus ponedores comercials de reposició. També se'n van servir alguns d'aquests en els progenitors joves quan hi ha un risc elevat d'infecció natural amb el virus virulent de la bursitis infecciosa aviaria. Habitualment s'administren una segona i tercera dosi, en especial quan hi ha un risc elevat d'exposició a les formes virulentes de la malaltia o quan els pollets vaccinats mostren nivells desiguals d'anticossos materns.
Hi ha dos vaccins viius  comercials importants: d'una soca intermèdia de Nobilis Gumboro D78, i d'una soca intermèdia plus, anomenada Nobilis Gumboro 228E.
En absència d'anticossos materns, s'administren vaccins suaus al primer dia de vida. En canvi, quan ja existeixen anticossos materns en el primer dia de vida, la vaccinació s'hauria de retardar fins que es redueixin els nivells d'aquests anticossos en la major part de les aus. Més recentment (1920), vaccins in ovo s'han provat eficaç en la cria de polls d'engreix.
Generalment, els vaccins vius de la bursitis infecciosa aviària es consideren compatibles amb altres vaccins aviars. Això no obstant, és possible que els vaccins que causen un dany bossal, puguin interferir amb la resposta a altres vaccins. La vaccinació s'hauria de fer únicament en aus sanes.

### Vaccins inactivats
Els vaccins inactivats s'utilitzen per produir nivells elevats, uniformes i de llarga durada d'anticossos en les gallines de cria que prèviament han estat tractades amb un vaccí viu o han estat exposades al virus de camp durant la cria. Posteriorment a l'administració del vaccí viu, 8 setmanes de vida, s'administra el vaccí inactivat, a les 16-20 setmanes de vida. Aquest vaccí es fabrica amb adjuvant en emulsió oliosa, i ha de ser injectada individualmentper via subcutània o intramuscular, i s'ha d'evitar la proximitat de les articulacions, tendons o vasos sanguinis principals.
Només s'han de vaccinar les aus sanes si són sensibilitzades per una exposició prèvia al VBI. D'aquesta manera el vaccí induirà una resposta d'anticossos en els pollets desclosos a partir dels progenitors vaccinats.